# Беавоги, Мохамед
Мохамед Беавоги (фр. Mohamed Béavogui; род. 15 августа 1953, Поредака, Маму) — государственный и политический деятель Гвинеи. Исполняющий обязанности премьер-министра Гвинеи с 6 октября 2021 по 16 июля 2022 года.

## Биография
Родился в августе 1953 года в Поредаке, в семье дипломата и племянника бывшего председателя Комиссии Африканского союза Телли Диалло. В 1972 году поступил в Университет имени Гамаля Абдель Насера в Конакри. Затем получил степень магистра инженерии в Санкт-Петербургском политехническом университете Петра Великого в Советском Союзе и степень по менеджменту в Школе управления им. Джона Ф. Кеннеди при Гарвардском университете в Соединённых Штатах Америки.
С 1982 по 1986 год работал в Нигерии, прежде чем был принят на работу в качестве консультанта Продовольственной и сельскохозяйственной организации ООН. В 1998 году был назначен региональным директором ООН по Западной и Центральной Африке. В 2015 году был назначен директором Африканского фонда наращивания потенциала.
6 октября 2021 года, через месяц после военного переворота в Гвинее в 2021 году, временный президент Гвинеи Мамади Думбуя назначил Мохамеда Беавоги исполняющим обязанности премьер-министра.